# Estádio Nelson Mandela Bay
O Estádio Nelson Mandela Bay (em inglês:  Nelson Mandela Bay Stadium) é um estádio com 48.000 assentos situado em Porto Elizabeth, na África do Sul.
Com um custo de 2 bilhões de rands (aproximadamente 590 milhões de reais), o Estádio Nelson Mandela Bay foi construído com vista para o North End Lake, no coração da cidade, para servir de sede para a Copa do Mundo FIFA de 2010. O estádio sedia regularmente partidas de Futebol e Rugby Union e também sedia grandes eventos como shows e etc.

## Pré-construção
Essa é a primeira vez que um estádio de alto nível é construído na província do Cabo Oriental. A cidade não contava com uma grande associação de futebol e na época do apartheid esse esporte recebeu pouca importância. Os clubes de futebol locais necessitavam de usar estádios menores presentes na cidade e partidas com grandes públicos eram realizadas no EPRU Stadium, originalmente sede de jogos de Rugby. O EPRU Stadium foi frequentemente vítima de problemas pois como era naturalmente sede de jogos de Rugby a superfície do gramado não era ideal para a pática de Futebol. Quando Port Elizabeth foi escolhida como cidade-sede da Copa do Mundo FIFA de 2010, a cidade decidiu ser contra a reforma EPRU Stadium, já que o mesmo necessitaria ser completamente reconstruído, para atender todos os requisitos da FIFA. A cidade decidiu então construir um estádio multiúso totalmente novo, no coração da região.
Inevitavelmente o estádio foi alvo de várias especulações sobre o andamento das obras para a Copa do Mundo FIFA de 2010, Já que os requisitos impostos pela FIFA deveriam ser cumpridos até Janeiro de 2010. O Nelson Mandela Bay Stadium foi o primeiro dos cinco novos estádios a iniciar suas obras. Os outros novos estádios são em Cidade do Cabo, Durban, Polokwane e Nelspruit.

## Nome do Estádio
O estádio leva o nome do local onde está sediado, a Região Metropolitana de Nelson Mandela Bay. Esta região é constituida por cidades como Port Eliezerbeth, Uitenhage e Despatch, assim como outros pequenos municípios.
O estádio é diversas vezes chamado, incorrretamente, de 'Nelson Mandela Stadium' pela mídia. Outro erro comum é associar o nome do estádio como uma homenagem ao líder Nelson Mandela, sendo que apenas a região onde o mesmo se situa é nomeada com essa finalidade.

## Design
O estádio possui uma atraente cobertura formada por apenas uma estrutura e uma espetacular perperctiva, com vista para o North End Lake. A cobertura é composta por uma série de "pétalas" brancas, dando ao Nelson Mandela Bay uma aparência semelhante a uma flor. Por essa razão o estádio é apelidado de "The Sunflower" (O Girassol, em português). Não existem no mundo muitos estádios com vista para lagos, tornando o Nelson Mandela Bay Stadium um atrativo a mais. O estádio possui aproximadamente 40 m de altura e é constituido po seis níveis de arquibancadas no setor ocidental e cinco níveis em cada um dos setores norte, sul e leste. O projeto arquitetônico principal foi realizado pela Architectural Design Associates(Pty)Ltd and Dominic Bonnesse Architects cc. O estádio possui três setores de entrada, localizados nos lados norte, sul e leste do mesmo. O lado Ocidental aponta para o North End Lake. Os 3 portões são: portão B-A, na Milner Avenue, portão B-C, na Prince Alfred Road, e portão C-D, na Fettes Road.

## Partidas
Durante Copa do Mundo, o gramado foi bastante castigado com andamento das partidas, obrigando a FIFA a vetar os treinos de reconhecimento das seleções antes do jogo.
| Data                | 1ª equipe       | Placar | 2ª equipe     | Fase             | Público |
| ------------------- | --------------- | ------ | ------------- | ---------------- | ------- |
| 12 de junho de 2010 | Coreia do Sul   | 2–0    | Grécia        | Grupo B          | 31 513  |
| 15 de junho de 2010 | Costa do Marfim | 0–0    | Portugal      | Grupo G          | 62 479  |
| 18 de junho de 2010 | Alemanha        | 0–1    | Sérvia        | Grupo D          | 38 294  |
| 21 de junho de 2010 | Chile           | 1-0    | Suíça         | Grupo H          | 34 872  |
| 23 de junho de 2010 | Inglaterra      | 1-0    | Eslovênia     | Grupo C          | 36 893  |
| 26 de junho de 2010 | Uruguai         | 2-1    | Coreia do Sul | Oitavas-de-final | 30 597  |
| 2 de julho de 2010  | Brasil          | 1-2    | Países Baixos | Quartas-de-final | 40 186  |
| 10 de julho de 2010 | Uruguai         | 2-3    | Alemanha      | Disputa 3ºlugar  | 36 254  |

## Futuro incerto
Concebido para futebol, também pode abrigar jogos de rúgbi, e seria a princípio a casa do Bay United Football Club, de Port Elizabeth, porém esta equipe foi recém adquirida por investidores que podem levá-lo para outra cidade, deixando o estádio Nelson Mandela Bay sem perspectivas de uso.